# 키드 커디
키드 커디(Kid Cudi, 1984년 1월 30일 ~ )는 미국의 래퍼이다.

## 생애
미국 오하이오주에서 태어났다.
2008년 첫 믹스테잎 'A Kid Named Cudi'을 발매, 카니예 웨스트의 G.O.O.D Music으로 영입되었다. 그 후 카니예 웨스트의 808's & Heartbreak와 제이지의 The Blueprint 3에 참여해 이름을 떨쳤다.
2009년 'Man On The Moon Ⅰ: The End Of Day'를 발매, 수록곡 'Day N Nite'로 그래미어워드에 노미네이트가 되었으며,
2010년 'Man On The Moon Ⅰ: The End Of Day'의 연장선인 'Man On The Moon Ⅱ: The Legend Of Mr. Rager'를 발매하였다.
2010년 닷 더 지니어스와 함께 위자드 활동을 시작하여,
2012년 위자드의 'WZRD' 앨범이 발매하였다.
2013년 G.O.O.D Music을 공식적으로 탈퇴, 이듬해에 'Indicud' 앨범이 발매하였다.
2014년 EP 앨범인 'Satellite Flight: The Journey To The Mother Moon'가 발매하였다.

## 출연 작품
- 하이, 젝시(2019) - 키드 커디 역
- 돈 룩 업(2021) - DJ 첼로 역
- 엔터갤럭틱(2022) - 자바리 역

## 같이 보기
- 키즈 시 고스츠